# Cerodontha longipennis
Cerodontha longipennis este o specie de muște din genul Cerodontha, familia Agromyzidae, descrisă de Friedrich Hermann Loew în anul 1869. Conform Catalogue of Life specia Cerodontha longipennis nu are subspecii cunoscute.